# Evangelický hřbitov v Karlovicích
Evangelický hřbitov v Karlovicích se nachází ve svahu, severozápadním směrem od centra obce Karlovice; v jeho horní části je zbudována zvonice (kaple). Hřbitov má zhruba půdorys obdélníku; jeho rozloha činí 2421 m² (i s pozemkem pod zvonicí). V současnosti je hřbitov ve vlastnictví obce Karlovice.

## Historie
V roce 1858 byl vybudován evangelický hřbitov se zvonicí. Byli zde pohřbíváni nejen obyvatelé Karlovic, ale od roku 1892 až do roku 1927 na něm byli pohřbíváni i evangelíci z Adamova, Suché Rudné, Andělské Hory a Karlovy Studánky. Hřbitov byl několikrát zvětšován. Zpočátku byl na hřbitově postaven dřevěný kříž, na kterém byla socha Krista. Po 34 letech byl dřevěný kříž nahrazen mramorovým. Celkově je na hřbitově pohřbeno přibližně 1000 zesnulých. V roce 1979 byly náhrobky ze hřbitova odstraněny. V současnosti je na místě hřbitova pietní park, obehnaný ohradou. Vstupní brána je osazena pamětními deskami.
Roku 1992 financovali němečtí krajané žijící v zahraničí opravu areálu evangelického hřbitova spolu se zvonicí. Roku 2017 věnoval karlovický rodák Emil Harnisch obci finanční obnos, z něhož měla být financována nová brána a oplocení hřbitova.